# Tomaševac
Tomaševac (en serbe cyrillique : Томашевац ; en hongrois : Tamáslaka) est une localité de Serbie située dans la province autonome de Voïvodine et sur le territoire de la Ville de Zrenjanin, district du Banat central. Au recensement de 2011, elle comptait 1 423 habitants.
Tomaševac est officiellement classé parmi les villages de Serbie. 

## Démographie

### Évolution historique de la population
| 1948  | 1953  | 1961  | 1971  | 1981  | 1991  | 2002  | 2011  |
| ----- | ----- | ----- | ----- | ----- | ----- | ----- | ----- |
| 2 518 | 2 528 | 2 532 | 2 354 | 2 149 | 1 904 | 1 765 | 1 423 |

|  |